# Mariano García
Mariano García (ur. 25 września 1997) – hiszpański lekkoatleta specjalizujący się w biegu na 800 metrów.
W 2019 zajął czwarte miejsce podczas halowych mistrzostw Europy, był też uczestnikiem mistrzostw świata w Dosze. Złoty medalista halowych mistrzostw świata w Belgradzie (2022).
Medalista mistrzostw Hiszpanii i reprezentant kraju w drużynowych mistrzostwach Europy.
Rekordy życiowe w biegu na 800 metrów: stadion – 1:44,85 (21 sierpnia 2022, Monachium); hala – 1:45,12  (6 lutego 2022, Staten Island), rekord Hiszpanii.

## Osiągnięcia
| Rok  | Impreza                                 | Miejsce   | Konkurencja    | Pozycja    | Wynik   |
| ---- | --------------------------------------- | --------- | -------------- | ---------- | ------- |
| 2019 | Halowe mistrzostwa Europy               | Glasgow   | bieg na 800 m  | 4. miejsce | 1:47,58 |
| 2019 | Mistrzostwa świata                      | Doha      | bieg na 800 m  | eliminacje | 1:49,08 |
| 2021 | Halowe mistrzostwa Europy               | Toruń     | bieg na 800 m  | półfinał   | 1:47,63 |
| 2021 | Superliga drużynowych mistrzostw Europy | Chorzów   | bieg na 800 m  | 2. miejsce | 1:46,45 |
| 2022 | Halowe mistrzostwa świata               | Belgrad   | bieg na 800 m  | 1. miejsce | 1:46,20 |
| 2022 | Mistrzostwa świata                      | Eugene    | bieg na 800 m  | półfinał   | 1:46,70 |
| 2022 | Mistrzostwa Europy                      | Monachium | bieg na 800 m  | 1. miejsce | 1:44,85 |
| 2024 | Halowe mistrzostwa świata               | Glasgow   | bieg na 800 m  | 5. miejsce | 1:48,77 |
| 2025 | Halowe mistrzostwa Europy               | Apeldoorn | bieg na 800 m  | półfinał   | 1:46,33 |
| 2025 | Halowe mistrzostwa świata               | Nankin    | bieg na 1500 m | 8. miejsce | 3:41,83 |